# 男神時代
《男神時代》（英語：The Way We Love），2019年東森電視自製戲劇系列之第十六部作品。由謝佳見、葉星辰、劉書宏、夏語心、陽靚、安俊朋領銜主演。2019年5月16日舉行卡司發布記者會。台視主頻於7月6日晚上10點首播，LINE TV於每週六晚間11點30分上架，東森綜合台於7月7日晚上10點播出，愛奇藝於每週日上午10點播出，myVideo於每週日晚上11點半播出，friDay影音每周一上午10點更新播出，KKTV、LiTV 線上影視於每週一中午12:00更新播出。接檔《愛情白皮書》。劇末播出幕後花絮《神話開直播》。

## 播出時間

### 首播
| 頻道/影音     | 所在地 | 播出日期     | 播出時間            |
| ------------- | ------ | ------------ | ------------------- |
| 台視主頻      | 臺灣   | 2019年7月6日 | 每週六 22:00－23:30 |
| LINE TV       | 臺灣   | 2019年7月6日 | 每週六 23:30 上架   |
| 東森綜合台    | 臺灣   | 2019年7月7日 | 每週日 22:00－23:30 |
| myVideo       | 臺灣   | 2019年7月7日 | 每週日 23:30 上架   |
| 愛奇藝        | 臺灣   | 2019年7月7日 | 每週日 10:00 上架   |
| friDay影音    | 臺灣   | 2019年7月8日 | 每週一 10:00 上架   |
| KKTV          | 臺灣   | 2019年7月8日 | 每週一 12:00 上架   |
| LiTV 線上影視 | 臺灣   | 2019年7月8日 | 每週一 12:00 上架   |

### 重播
| 頻道       | 所在地 | 播出日期                    | 播出時間            |
| ---------- | ------ | --------------------------- | ------------------- |
| 台視主頻   | 臺灣   | 2019年7月12日 （至8月23日） | 每週五 23:35－01:05 |
| 台視主頻   | 臺灣   | 2019年8月31日               | 每週六 00:07－01:40 |
| 台視主頻   | 臺灣   | 2019年7月14日               | 每週日 16:30－17:57 |
| 台視綜合台 | 臺灣   | 2019年7月14日               | 每週日 13:00－14:30 |
| 東森綜合台 | 臺灣   | 2019年7月8日                | 每週一 02:00－03:30 |
| 東森綜合台 | 臺灣   | 2019年7月13日               | 每週六 15:30－17:00 |
| 東森超視   | 臺灣   | 2019年7月13日               | 每週六 20:00－21:30 |
| 東森戲劇台 | 臺灣   | 2019年7月14日               | 每週日 20:00－21:30 |

## 劇情大綱
三個經歷愛情、離別、成功、挫折的男人，
為我們揭曉關於三種如何「相愛」的方式，
以及如何找到說愛的勇氣與相愛的能力…
-- 不相信愛的推理作家 --
白云飛（本名：劉萬鏢）
為了忘卻失婚的傷痛，將自己埋首大眾小說創作，成為華文推理小說界的第一把交椅，同時也是編輯口中最機車難搞的作家！只是名利雙收的萬鏢表面看似風光，卻陷入寫作瓶頸，再也寫不出一個字來，他的寫作生涯陷入危機…
-- 無法忘記前任的書店店長 --
明天愛
對於初戀男友的死充滿自責，卻用燦爛的笑容掩飾內心沒有癒合的傷痛，幫助前男友的父親守著老書店，慘澹經營。老書店吹起熄燈號，失業的她應徵上了全台最大出版社—遠誠閱讀！當菜鳥編輯遇到了把拖稿失蹤當家常便飯的毒舌作家劉萬鏢，為了保住飯碗，明天愛被激起滿滿的求生慾，威脅利誘樣樣來；兩人從一開始的相互角力，到同心協力及時完稿，這才發現，原來他們都曾經被愛傷透了心！
-- 沒玩夠的富二代 --
張少揚
即便三十歲，嚴格來說他還是一個男孩，不算男人，為了證明自己不是只能靠家族企業而決定自行創業，遇上了有超強的工作能力和危機處理功力的趙曉溫，並成為少揚不可或缺的幫手，而誤以為曉溫是百合蕾絲邊的他，甚至企圖用自以為超級帥的男色想將趙曉溫掰直，過程自然是糗態百出！
--沒有錢談戀愛的上班族宅男 --
徐中庸
在工作上必須面對嚴厲霸氣的女魔頭上司張盛希而戰戰兢兢，生活中則沉浸在網路世界，但最終還是要走進現實社會中面對生活永遠付不完的帳單循環裡，心心念念網戀的女友小慧何時才能面對面手牽手?

## 演員列表

### 主要演員
| 演員   | 角色   | 介紹 | 登場集數 |
| 謝佳見 | 劉萬鏢 | 筆名：白云飛，親密關係障礙男，外表帥氣，為天才暢銷推理小說作家，總讓人有毒舌腹黑的印象，曾有過一段痛徹心扉的婚姻，當他忍痛簽下離婚協議書時，也同時封閉了自己的心，不再相信愛情，卻繼續以匿名作家女皇的身份為網友提供愛情諮詢。喜歡明天愛，只有明天愛在他身邊才睡得著。 明天愛的男朋友。對奇異果過敏。 | 全劇     |
| 葉星辰 | 明天愛 | 不輕言愛的認份小資女，外型亮麗，個性直來直往的天愛，是暢銷作家白云飛的專屬編輯，她和毒舌古怪的白云飛，一見面就不對盤，幸好她有位網路作家「女皇」，做她的精神導師。喜歡劉萬鏢。劉萬鏢的女朋友。 | 全劇     |
| 劉書宏 | 張少揚 | With直播老闆，富二代學上進，骨子裡是不想負責的男孩，少揚與好友中庸一起創業，看準寂寞商機，也為了把妹便利，決定創立網路直播平台WITH！ 趙曉溫的男朋友。 | 全劇     |
| 夏語心 | 趙曉溫 | 張盛希的特助，後來轉任With直播市場部經理。曉溫是一個留著短髮、打扮中性、性格外剛內柔的女漢子。個性獨立有主見，但缺乏戀愛神經，是桃花絕緣體，每每看著少揚自詡為大情聖的模樣，曉溫只能拼命忍住想翻白眼的動作… 張少揚的女朋友。                                                                    | 全劇     |
| 陽靚   | 張盛希 | 張少揚的姊姊，遠誠閱讀總經理，俯視愛情的事業女強人，氣質冷艷、氣場強大、有經商手腕，不相信世上有真愛，從萬鏢的故事中感受到真摯的愛情，卻因自尊心作祟，從未將這份暗戀說出口… 但後來她驚覺萬鏢從來沒有喜歡過她，徐中庸卻是唯一守在她身邊的人。後來懷有徐中庸的孩子，徐中庸的女朋友。              | 全劇     |
| 安俊朋 | 徐中庸 | 張少揚的兄弟和下屬，撰寫程式行雲流水，在網路世界更有大神的稱號，戀愛經驗值，就是母胎單戀--網路女友小慧，最終小慧選擇欺騙他的感情，失意時遇上了張盛希並發生了一夜情。後來被調到馬來西亞。後回來台灣發現張盛希懷有他的孩子，張盛希的男朋友。                                                      | 1-13、15 |

### 演員配角
| 演員   | 角色             | 介紹 | 登場集數         |
| 梁以辰 | 顏蘋             | 咖啡店長，明天愛、趙曉溫的好友兼愛情軍師，對愛情問題得心應手，唯一猜不透的男人是謝允杰。                                                                             | 全劇             |
| 楊孟霖 | 謝允             | 劉萬鏢的理財規劃師，也是他的愛情軍師，和顏蘋有曖昧情愫，卻囿於心魔，只能再次逃避愛情。                                                                             | 3-4,6-9,15       |
| 林逸欣 | 王慧琳 (Queenie) | 知名女鋼琴演奏家，是劉萬鏢的前妻。跟樂團指揮Andrew接吻被劉萬鏢抓到後萬鏢執意要離婚，多年後再度離婚並嘗試再次回到劉萬鏢身邊，為了要保護萬鏢的名聲而謊稱自己是女皇。 | 1-2,4-5,10,12-15 |
| 初孟軒 | 孟睿傑 (Jerry)   | 趙曉溫前下屬，被調回遠誠閱讀業務部員工。後被調到執行長身邊當特助。喜歡顏蘋。                                                                                       | 7,9-15           |
| 顏毓麟 | 尉以相           | 尉以丞的雙胞胎弟弟，明天愛的初戀男友，五年前出軌而被迫分手，失意之際因酒駕過世。                                                                                   | 1,3-4            |
| 顏毓麟 | 尉以丞           | 尉以相的雙胞胎哥哥，人稱：Eason尉，亞洲十大青年主廚，在新加坡跟朋友開一間餐廳，還榮獲美食評鑑一星。喜歡明天愛，不容許任何人傷害她。                                | 10-15            |
| 魯文學 | 尉廷             | 尉以相、尉以丞的父親，和明天愛一同經營書店，因突然受傷而被迫放棄書店。                                                                                             | 1,3-4,10,12      |
| 鄭鼎諺 | 顧常楓           | 遠誠閱讀編輯部前員工，白云飛的前任責編，被戲稱為顧五月，離職後寫書揭露劉萬鏢的真面目，轉到大原集團工作，後來擔任With的直播主。                                       | 1,8-10,14-15     |
| 蔡允潔 | JoJo             | 本名：卓美玲，原本是Yuki直播的直播主，後被挖角到With直播，但實際是當汪大陸的臥底。                                                                                 | 3-9              |
| 陳獻   | 汪大陸           | Yuki直播、太原集團的老闆，父親與張守誠曾是生意夥伴，後來反目成仇，自此希望從遠誠身上奪走一切。                                                                     | 3,6-12           |
| 蔡昀達 | Jason            | With網路直播平台的員工兼導演，實際是Yuki直播的臥底。 | 4,6-9,14         |
| 沈孟生 | 張守誠           | 遠誠集團董事長，張盛希、張少揚的父親 | 3,5,10,13        |
| 林秀君 | 月姨             | 張少揚的母親，張盛希的繼母，一直在家裡沒有名份 | 6-8,10,13,14     |
| 于台煙 | 薛敏             | 劉萬鏢的母親，在萬鏢爸去世後再婚，新丈夫對她予取予求。 | 6-9,13-14        |
| 葉子彥 | 孫立楠           | 人稱孫主編，遠誠閱讀編輯部主編，在盛希待產期間暫代職務。 | 1-7,9-15         |
| 胡釋安 | 曹國奎           | 外號：阿國，遠誠閱讀編輯部員工，一度擔任白云飛的責編。 | 全劇             |
| 彭子翎 | 苗郁美           | 外號：小美，遠誠閱讀編輯部員工，把陳思虹的手稿弄丟 | 全劇             |
| 徐謀俊 | 林智晟           | 外號：阿晟，遠誠閱讀編輯部員工 | 1-7,9-15         |
| 周定緯 | 蔡致遠           | 精神科醫生，曾經寫過幾本心靈勵志書但銷量不佳 | 4-7              |
| 顏婉如 | 小慧             | 本名嚴子慧，徐中庸的網路女友，在騙掉中庸五十萬後消失。 | 5,7,8            |
| 華星童 | 陳思虹           | 旅德作家。 | 11-14            |

### 特別客串
| 演員   | 角色   | 介紹                               | 登場集數 |
| 莫允雯 | 殷格麗 | 把本來看中的包包讓給白云飛           | 11       |
| 蘇一仲 | 金友力 | 外號：大金叔叔，董事長             | 2,9      |
| 莊碧玉 | 莊總   | 人稱：莊姐，蘿琳亞塑身內衣的總經理 | 9        |

### 客串演員
| 演員   | 角色     | 介紹                                                           | 登場集數 |
| 陳姿諭 | 書迷     | 白飛的粉絲                                                     | 1-2      |
| 周佳穎 | 書迷     | 白飛的粉絲                                                     | 1-2      |
| 戴呈穎 | 書迷     | 白飛的粉絲                                                     | 1-2      |
| 胡祖薇 | 辣妹     | 夜店辣妹                                                       | 1        |
| 姚艾美 | 辣妹     | 夜店辣妹                                                       | 1        |
| 丁繼聖 | 醫生     | 急診室醫生。                                                   | 1        |
| 費丹尼 | Andrew   | Queenie加入的樂團的指揮，後與Queenie結婚，最終因為外遇而離婚。 | 2        |
| 陳彥壯 | 警察     | 負責替明天愛和劉萬鏢錄口供。                                   | 2        |
| 謝佳見 | 胡志全   | 落魄的攝影師，為網紅情殺案兇手。                               | 2        |
| 賴郁庭 | 虛擬女模 | With直播平台的網紅3.0系統虛擬模特兒                            | 2        |
| 劉育睿 | 學姐     | 明天愛的學姐，故意跟尉以相上床拍照抓到。                       | 4        |
| 李思瑾 | 主播     | 報導Queenie出現在直播上                                        | 4 (電視) |
| 李侑儒 | 富二代   |                                                                |          |
| 楊皓崴 | 富二代   |                                                                |          |
| 南曦   | 女伴     |                                                                |          |
| 紀詠心 | 女伴     |                                                                |          |
| 馮容潔 | 允杰女友 | 允杰新女友                                                     | 15       |

## 電視劇歌曲
| 曲別   | 歌名                 | 演唱者          | 作詞           | 作曲                    |
| 片頭曲 | 怕不夠               | 謝佳見、 吳哈哈 | 葉樹賢、李冠群 | 葉樹賢、李冠群 、劉成華 |
| 片尾曲 | 謝謝                 | 王樂達          | 王樂達         | 王樂達                  |
| 插曲   | A Little Song        | 王樂達          | 王樂達         | 王樂達                  |
| 插曲   | 失誌                 | 曾淑勤          | 葉樹賢         | 曾淑勤                  |
| 插曲   | 你不要那麼早睡       | 曾淑勤          | 葉樹賢         | 曾淑勤                  |
| 插曲   | 認份                 | 蔡雨涵          | 楊淮彥         | 楊淮彥                  |
| 插曲   | 認份                 | 楊淮彥          |                |                         |
| 插曲   | 我們與愛的距離       |                 |                |                         |
| 插曲   | 甲亢少年             | 王樂達          | 劉夢琪         | 王樂達                  |
| 插曲   | 我一個人在夜的城市飛 | 謝佳見          | 葉樹賢         | 葉樹賢                  |
| 插曲   | 一個人(伴奏)         | /               | /              | 葉樹賢                  |
| 插曲   | Hi 你過得好嗎(伴奏)  | /               | 鍾季霑         | 鍾季霑                  |
| 插曲   | 月光下(伴奏)         | /               | 鍾季霑         | 鍾季霑                  |
| 插曲   | 為愛而生(伴奏)       | /               | /              | 鍾季霑                  |

## 分集標題
| 集數 | 台視首播日期   | 標題               |
| 1    | 2019年7月6日   | 狹路相逢           |
| 2    | 2019年7月13日  | 不是冤家不碰頭     |
| 3    | 2019年7月20日  | 絕地打反攻         |
| 4    | 2019年7月27日  | 不能說的秘密       |
| 5    | 2019年8月3日   | 曖昧情愫增生       |
| 6    | 2019年8月10日  | 動搖的心           |
| 7    | 2019年8月17日  | 撲朔迷離的粉紅界限 |
| 8    | 2019年8月24日  | 打開心房           |
| 9    | 2019年8月31日  | 溶解冰山           |
| 10   | 2019年9月7日   | 面臨難解的掙扎考驗 |
| 11   | 2019年9月14日  | 正視自己的心意     |
| 12   | 2019年9月21日  | 第一次約會         |
| 13   | 2019年9月28日  | 事業愛情雙重難關   |
| 14   | 2019年10月5日  | 患得患失           |
| 15   | 2019年10月12日 | 公開秘密拯救大局   |

## 收視率
| 臺灣 臺灣電視台 首播收视率 （AC尼爾森） |                |        |      |                       |
| 集數                                    | 播出日期       | 收视率 | 排名 | 備註                  |
| 1                                       | 2019年7月6日   | 0.65   | 5    | 15-24歲觀眾收視率0.82 |
| 2                                       | 2019年7月13日  | 0.46   | 5    |                       |
| 3                                       | 2019年7月20日  | 0.54   | 5    |                       |
| 4                                       | 2019年7月27日  | 0.48   | 5    |                       |
| 5                                       | 2019年8月3日   | 0.73   | 5    |                       |
| 6                                       | 2019年8月10日  | 0.68   | 5    |                       |
| 7                                       | 2019年8月17日  | 0.58   | 5    |                       |
| 8                                       | 2019年8月24日  | 0.80   | 5    |                       |
| 9                                       | 2019年8月31日  | 0.70   | 5    |                       |
| 10                                      | 2019年9月7日   | 0.70   | 5    |                       |
| 11                                      | 2019年9月14日  | 0.62   | 5    |                       |
| 12                                      | 2019年9月21日  | 0.57   | 5    |                       |
| 13                                      | 2019年9月28日  | 0.57   | 5    |                       |
| 14                                      | 2019年10月5日  | 0.57   | 5    |                       |
| 15                                      | 2019年10月12日 |        |      |                       |
| 平均收視率                              | 平均收視率     | 0.62   |      | （最終回收視從缺）    |

1. 同时段或交叉时段主要节目：
  - 華視《天才衝衝衝》
  - 中視《綜藝玩很大》
  - 民視《舞力全開》
  - 三立都會台《月村歡迎你》／《網紅的瘋狂世界》
  - 公視《噬罪者》／《苦力》
  - 東森綜合台《如果愛，重來》／《飢餓遊戲》／《請問 今晚住誰家》
  - 衛視中文台 《用九柑仔店》
2. 数据由AGB尼爾森調查，調查範圍是四歲以上收看電視之觀眾。
3. 資料來源：台灣-偶像劇場、凱絡媒體週報。

## 製作團隊
- 導演：朱峰
- 出品人：林文淵
- 總監製：楊秋蘭、郭元沖、賴秀貞
- 監製：賀淑婷、吳佳蓉
- 製作人：朱峰、陳惠群
- 編審：邱詩怡
- 企劃：陳嘉涵
- 編劇：陳萱、方婕
- 製作公司：好星峰國際影業股份有限公司
- 冠名贊助
  - 台視：大誠保險經紀人
  - 東森：新普利夜酵素

## 大事記
- 2019年3月21日，開拍。
- 2019年5月16日，舉行卡司發布會。
- 2019年5月20日，釋出首支前導預告。[2]
- 2019年5月27日，釋出第二支前導預告。[3]
- 2019年6月3日，釋出第三支前導預告。[4]
- 2019年6月6日，釋出第四支前導預告。[5]
- 2019年6月10日，釋出第五支前導預告。[6]
- 2019年6月13日，釋出第一支劇情預告。[7]
- 2019年6月15日，釋出第二支劇情預告。[8]
- 2019年6月19日，釋出第三支劇情預告。[9]
- 2019年6月21日，釋出3分鐘搶先看。[10]
- 2019年6月25日，釋出第四支劇情預告。[11]
- 2019年6月27日，釋出第五支劇情預告。[12]
- 2019年6月28日，釋出第六支劇情預告。[13]
- 2019年7月5日，舉辦首映記者會，釋出13分鐘片花。[14]
- 2019年7月6日，台視主頻首播。
- 2019年7月7日，東森綜合台首播。
- 2019年7月10日，全劇殺青。

## 外部連結
- 官方网站－台視
- 官方网站－東森
- 男神時代的Facebook專頁
- 東森創作的Instagram帳戶
- YouTube上的東森創作頻道

| 臺灣 台視主頻 周六優質戲劇                                                                                       | 臺灣 台視主頻 周六優質戲劇 | 臺灣 台視主頻 周六優質戲劇 |
| --- | --- | -------------------------- |
| | 男神时代 （2019年7月6日－2019年10月12日） |                            |
| 愛情白皮書 （2019年3月9日－2019年6月15日）聲林百萬金曲榜 （2019年6月22日）第30屆金曲獎頒獎典禮 （2019年6月29日） | 我們不能是朋友（重播） （2019年10月19日－2020年2月1日）植劇場－花甲男孩轉大人（重播） （2020年2月8日－2020年3月21日）覆活 （2020年3月28日－2020年6月20日） |                            |

| 臺灣 東森綜合台 每週日 22:00 - 23:30                         | 臺灣 東森綜合台 每週日 22:00 - 23:30 | 臺灣 東森綜合台 每週日 22:00 - 23:30 |
| ------------------------------------------------------------ | --- | ------------------------------------ |
|                                                              | 男神時代 （2019年7月7日－2019年10月13日） |                                      |
| 綜藝玩很大（22:00 - 24:00） （2019年6月23日－2019年6月30日） | 咖啡王子1號店（22:00 - 24:00） （2019年10月20日－2019年11月30日）全民星攻略（重播）（22:00 - 23:00） （2019年12月1日－）2分之一強（重播）（23:00 - 00:00） （2019年12月1日－） |                                      |

| 新加坡 佳樂台 星期六, 日晚 19:00 - 21:00         | 新加坡 佳樂台 星期六, 日晚 19:00 - 21:00 | 新加坡 佳樂台 星期六, 日晚 19:00 - 21:00 |
| ------------------------------------------------ | ---------------------------------------- | ---------------------------------------- |
|                                                  | 男神時代 (2020年3月7日-2020年4月12日)    |                                          |
| 加油，你是最棒的 （2019年12月15日-2020年3月1日） | 天堂的微笑 （2020.04.18-2020.05.31）     |                                          |